# Gumercindo Saraiva
Gumercindo Saraiva, castellanizado a Gumersindo Saravia, (Arroio Grande, 13 de enero de 1852 - Carovi, Capão do Cipó, 10 de agosto de 1894) fue un militar brasileño y luego riograndense, hermano mayor del caudillo nacionalista uruguayo Aparicio Saravia. 

## Biografía
Nació en Arroio Grande, el 13 de enero de 1852, hijo de Francisco Saraiva (cuyo apellido se castellanizó a Saravia) y de Propicia de Rosa. 

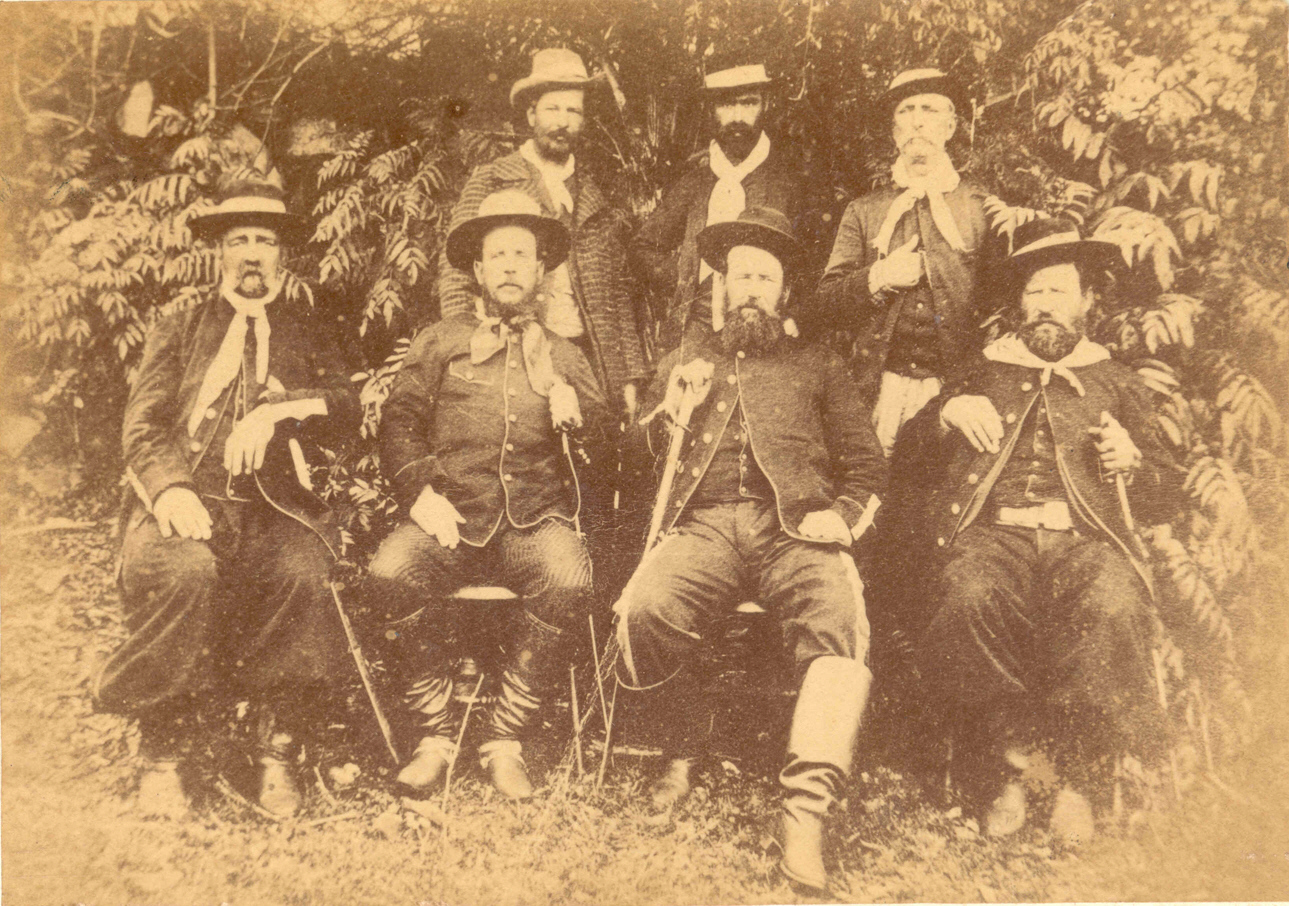
Gumercindo y Aparicio, ambos al centro, en la Revolución Federalista de 1894

En 1893 decidió, junto a con sus hermanos Aparicio y Antonio Floricio (Chiquito) Saravia, participar en la Revolución federalista riograndense: la Revolución Federalista, en Río Grande del Sur.
Tuvo una importante participación como comandante de las tropas riograndenses en la revolución federalista riograndense de 1893. Los hermanos Saravia llevaron desde Uruguay unos 400 lanceros. Muchos de ellos portaban una divisa blanca (el blanco es junto al azul uno de los colores emblemáticos del partido Blanco uruguayo) con el lema «Defensor da lei» o «Defensor de La Ley». La misma divisa fue utilizada por el general uruguayo Manuel Oribe durante la Batalla de Carpintería, que posteriormente daría nacimiento al Partido Nacional.

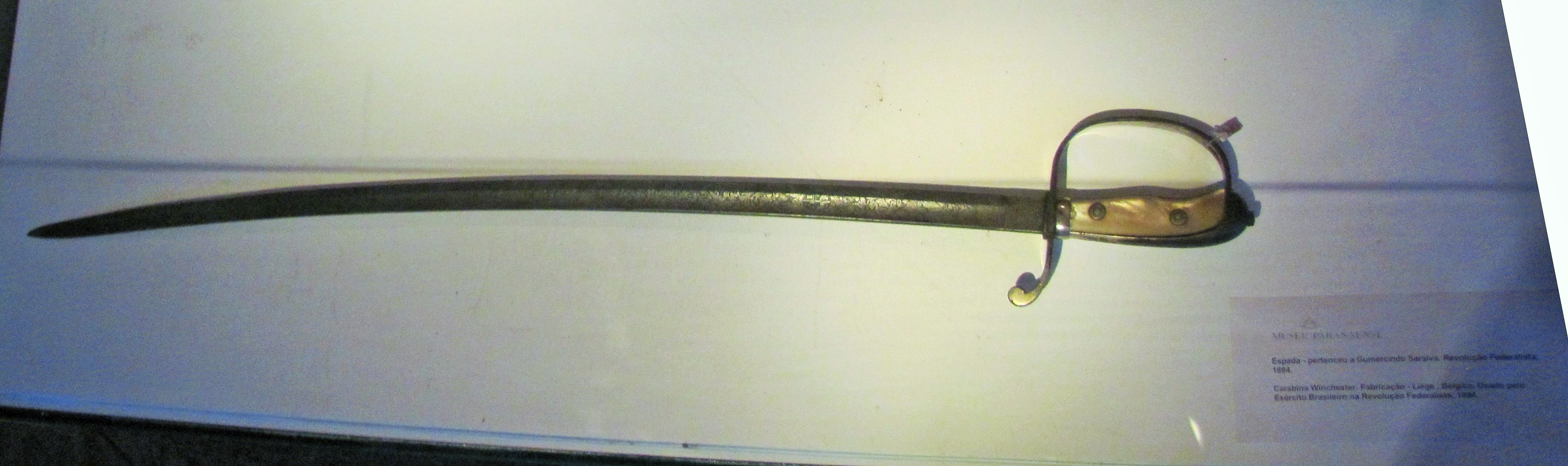
Sable de Gumercindo Saraiva, en el museo Paranaense de Curitiba, capital del estado de Paraná, Brasil.

Gumercindo Saraiva murió de un disparo en Carovi, en la actual municipalidad de Capão do Cipó, durante el transcurso de esa guerra.